# Дискриминация буракуминов

1990 год. Демонстрация движений по защите прав бураку

Дискриминация буракуминов, «бураку мондай» или «дова мондай» — проблема японского общества, существовавшая на протяжении нескольких веков и продолжающая существовать ныне, заключающаяся в существовании дискриминации бураку (буракуминов) — одной из групп населения Японии. То, что эта дискриминация продолжает существовать в Японии в настоящее время, официально не признаётся властями, но при этом в стране существует несколько обществ по защите прав буракуминов и осуществлению государственных программ, нацеленных на улучшение социальных условий для них. Проблема также является предметом внимания ООН.
В Японии проблема дискриминации буракуминов получила название «бураку мондай» («проблема бураку», яп. 部落問題), иногда этот термин используется в англоязычных источниках. В последние десятилетия также используется название «дова мондай» («проблема ассимиляции», яп. 同和問題).
Дискриминируемое меньшинство Японии — хисабэцубураку (яп. 被差別部落), укороченный вариант названия — буракумин (буракумины) (яп. 部落民) — жители особых посёлков, на протяжении многих периодов истории страны исключались из жизни общества, что актуально и в наше время. Они не имеют возможности получить хорошее образование, тем более найти высокооплачиваемую работу, и даже не могут заключить брак с «обычным» японцем (т.е. любым японцем, не являющимся буракумином).
Большинство жителей Японии отрицают существование дискриминации, несмотря на все свидетельства о связанных с ней случаях массовых увольнений и прочих инцидентах. Согласно официальной статистике, в настоящее время в Японии существует 4400 поселений бураку, в которых проживает 1 млн 200 тыс. буракуминов. По сведениям Института изучения освобождения бураку и прав человека, эти цифры сильно занижены — эта организация приводит цифры в 6000 поселений и 3 млн буракуминов.

## Формирование групп дискриминируемого населения в Японии

### Дискриминируемые группы населения с древнейших периодов истории
Происхождение предков современных буракуминов является проблемой в современной японской историографии. Разные исследователи указывают на различные варианты происхождения этих людей, причём разнятся не только предположения об этнической и территориальной принадлежности, но и о периоде первичного формирования.
Многие японские и западные исследователи указывают, что предки современных буракуминов появились в конце периода Сэнгоку, когда некоторых бунтующих выселяли в особые поселения. Однако известно, что уже тогда существовал комплекс представлений, традиций и суеверий, связанных с этими людьми.

#### Первые упоминания о париях
Как указывает российский исследователь З. Я. Ханин, первые сведения о неприкасаемых в японском обществе можно почерпнуть из китайской хроники «Хоу Хань Шу», в которой говорится, что японское общество включает следующие сословия: император и его окружение, простой народ — хэймин, рабы и группа людей, носящих название «сэйко» (исследователь Морохаси Тэцудзи). Это упоминание, однако, не может считаться достаточно достоверным.
Важным элементом в комплексе представлений о буракуминах является концепция ритуального загрязнения — кэгарэ. Ритуальное «загрязнение» могло накапливаться в каком-то месте, а скорее, на конкретном человеке — таком, который чаще других сталкивался с «ритуально нечистыми» предметами. Это были представители профессий, связанных с «нечистыми» действиями и событиями, и эти люди стали стойко ассоциироваться с «ритуальной нечистотой», от которой они уже не могли избавиться ни с помощью воздержания, ни с помощью специальных очистительных ритуалов. «Кэгарэ» было наследственным. В Средние века этих людей часто называли термином «эта», который состоит из иероглифов «много» и «кэгарэ», и отражает их сущность в глазах остального населения страны и властей.
С появлением и укоренением в Японии буддизма, в котором многие из ритуально «загрязнённых» действий запрещаются, этот комплекс представлений о ритуальной «чистоте» и «нечистоте» получил дополнительное подтверждение и укрепился.
Формирование дискриминируемых групп населения неотрывно связано с переселением в Японию больших масс ремесленников из Китая и с Корейского полуострова. Японские исследователи часто указывают на то, что предками большинства буракуминов были именно иностранцы.
В соответствии с японской геополитической моделью, заимствованной когда-то из Китая, японцы воспринимали мир восточной Азии как разделённый на столицу, Кинай (район вокруг столицы), Кигай (земли, находящиеся далеко от столицы, но населённые японцами), сёбан (земли ближних варваров), итэки (земли, населённые прочими варварами) — в соответствии с уровнем влияния императорской власти. Соответственно, население этих земель делилось на: проживавшую в районе Кинай аристократию и правящий класс, которые вели своё происхождение от богов неба или императоров прошлого; региональные могущественные роды, происходившие от богов «страны изобильных тростниковых равнин»; подчинявшийся им простой народ — сёмин; людей из района сёбан, т.е. выходцев с Корейского полуострова; эмиси — народов, живших на японских островах, но не подчинявшихся власти императора, и хаято, которые, хотя и происходили от небесных богов, были под особым подчинением. Таким образом, неприкасаемые, даже являвшиеся этническими японцами, воспринимались как варвары, и из-за своего иноземного происхождения считались не только «загрязнёнными» в виду своих ритуально «нечистых» профессий, но и не имевшими той изначальной сакральной чистоты, которая «присуща всему рождённому японскими богами». Исходя из традиционной японской концепции «ути — сото» («свой — чужой»), недоверие и даже презрение к чужакам являлись вполне оправданными. Эта концепция была наиболее популярна в XVIII—XIX вв. Сторонники этой теории указывали также и на то, что у себя на родине, в Китае и Корее, ремесленники находились в самом низу социальной структуры, и при их переселении эта система была перенесена на японскую землю.

#### Формирование дискриминируемых групп населения в период реформ Тайка и первых сёгунатов
В период реформ Тайка социальное расслоение населения страны было закреплено, и в соответствии со сводом законов Ёро рицурё считалось, что существует 5 групп населения с низким социальным статусом: охранники могил «рёко», рабы (кэмин), рабы правительственных учреждений «каннухи» (яп. 官奴婢), государственные рабы «кунухи» (яп. 公奴婢) и частные рабы «синухи» (яп. 私奴婢).
Однако эти дискриминируемые группы населения трансформировались, появились группы «сандзё-но тами» и «каварамоно» (яп. 河原者). Термины «сандзё» и «кавара» указывали на географическое положение поселений: так, наиболее распространённым смыслом слова «сандзё» являются заброшенные территории сёэнов, не обеспечивавшие поступления налогов; «кавара» указывает на то, что эти территории находятся по берегам рек, покрыты галькой и непригодны для земледелия. Изначально «сандзё» были просто брошенными участками земли, но когда владельцы сёэнов стали присоединять их к своим землям, там начали создаваться поселения, куда принудительно отправляли бродяг и ремесленников, которые и стали называться «сандзё-но тами». Они занимались видами деятельности, которая не входила в обязанности крестьян, и обеспечивали сёэн ремесленными товарами. Изначально жители «сандзё» не были презираемой социальной группой, однако со временем стали ею. З. Я. Ханин выделяет следующие группы «сандзё»:
1. «Сандзё», находившиеся под контролем сёдзи или их представителей. Жители таких поселений должны были производить захоронения трупов людей и животных, уборку нечистот, производить предписанные ремесленные изделия, в первую очередь изготавливаемые из кожи, обслуживать местные праздники и т.п. Такие поселения принадлежали не только знати, но и буддийским и синтоистским храмам, и располагались в основном в районе города Киото и префектуры Нара.
2. Поселения, находившиеся вдоль дорог, жители которых должны были, помимо деятельности аналогичной жителям поселений первого типа, обеспечивать транспортировку грузов и проезд по дорогам Японии.
3. Поселения, жители которых, помимо стандартных для жителей «сандзё» обязанностей, должны были заниматься рыболовством и охотой, отдавая часть добычи храму или аристократу, которому принадлежало поселение[7].

Изначально подобные поселения создавались с целью обеспечения сёэна ремесленными товарами, однако со временем жители этих поселков стали подвергаться сегрегации.
Что касается «каварамоно», в связи с тем, что территории, на которых они селились, не были пригодны для земледелия, и у них не было технических возможностей для занятий ремеслом, многие из них становились нищими, бродячими артистами или гадателями.  С начала отношение к «каварамоно» было гораздо хуже, чем к «сандзё-но тами», но со временем различия между этими двумя группами стирались: «кавара» постепенно расширялись, а их жители приобщались к деятельности, схожей с деятельностью «сандзё-но тами».
В этот же период появился ещё один вид особых поселений, в которых принудительно селили пленных айнов — «фусю». Они занимались той же деятельностью, что и «сандзё-но тами».
В рассматриваемый период не было чёткого определения сэмминов и даже концепции «религиозной нечистоты». Периодически какие-то группы входили в состав презираемых, а какие-то выходили. Что касается «ритуальной нечистоты», убийство животных на охоте или людей в поединке не считалось налагающим «кэгарэ». «Ритуальная нечистота» некоторых видов производства также понималась по-разному: в районах, где не было особых поселений, «нечистым» трудом занимались обычные крестьяне.
Термин «эта» в современном написании стал употребляться с XIV века по отношению к большому количеству различных групп населения, которые по большей части относились к сэмминам. На тот момент «эта» уже воспринимались остальным населением страны как «нечистые» люди. В период Мурамати «каварамоно» стали исполнять полицейские функции, а также функции конвоиров и палачей. Более того, иногда в качестве наказания использовалась ссылка в особое поселение. Они также были заняты в строительстве, рытье ирригационных каналов и прудов, а также создании традиционных садов при храмах, из-за чего их также называли «нивамоно» (яп. 庭者, от яп. 庭 нива — сад).
Некоторые японские историки, в частности, Амино Ёсихико, утверждают, что ни сандзё-но тами, ни каварамоно не испытывали дискриминации до середины XV века, периода Сэнгоку, и отношение к ним было как к обычным подданным.

### Период Сэнгоку
С наступлением периода Сэнгоку начались войны, и в связи с этим сильно возрос спрос на товары из кожи, которые использовались как военные товары, сэнгоку даймё стали ставить под жёсткий контроль «кавата», проживавших на их территориях, с целью обеспечить стабильные поставки товаров из кожи. В 1538 году феодалы из клана Ходзё, проживавшие в Канто, собрали 21 семью производителей кожи из провинции Идзу в «кавата» и приказали им выплачивать налоги кожами, с другой стороны, им было запрещено вести торговлю кожами с другими провинциями. Подобные организация и контроль «кавата», функцией которых было производство кожаных изделий, были одним из элементов развитого контроля ремесленников со стороны сэнгоку даймё, и также стало моделью контроля «кавата» в новое время.

### Развитие дискриминируемых групп населения в период Эдо
Уже к началу периода Эдо существовало огромное количество различных групп населения, которые по тем или иным причинам подвергались дискриминации. Эти группы отличались между собой по своему происхождению, по роду занятий, экономическому состоянию и влиянию в обществе, своим функциям и названиям. Кроме того, в состав дискриминируемого населения вошли наказанные за участие в движениях «икко-икки».
Японские парии находились за пределами системы социального деления си-но-ко-сё (воины, крестьяне, ремесленники, торговцы), которая являлась основой общественного устройства в период Эдо. Они не были выделены в отдельное сословие, не были определены и юридические нормы по отношению к представителям этой группы, поэтому многие свои функции они исполняли в рамках сложившихся традиций. В соответствии с законами сёгунов были проведены четкие разграничения между разными группами населения, которым было запрещено «смешиваться» между собой — межсословные браки были запрещены. Кроме того, существовали жёсткие указания правительства относительно образа жизни, занятий, одежды и прочих аспектов жизнедеятельности. Однако в связи с событиями недавнего прошлого экономические позиции большой части париев улучшились: например, в связи со строительством городов стали востребованы каменщики, для военных нужд требовались кузнецы и кожевники и т. д.
Кроме всего прочего, парии этого периода отличались от остального населения полным запретом на передвижение по стране. Известны случаи переселения париев в новые посёлки, в целях получения максимальной выгоды их сюзереном. Именно тогда поселения начинают называть «токусю бураку» (яп. 特殊部落) или просто «бураку».
Развитие получает полицейская функция бураку: жители бураку должны были, кроме всего прочего, осуществлять слежку за населением, исполнять полицейские функции по содержанию и конвоированию преступников, что ещё более усугубляло их «загрязнённость» в глазах остального населения, увеличивало презрение по отношению к ним.
В результате законодательных актов бакуфу оформились две основные группы париев: «эта» и «хинин». «Эта» противопоставлялись группе «хинин», и представители этих групп относились к друг другу с презрением. Согласно работам Огю Сорая, «хинин» появились в результате недостаточной результативности законов государства, и в связи с общим упадком нравов потеряли изначальную чистоту. Об этом же писал Кайхо Сэйрё: «Контакты „эта“ с добрым людом запрещаются, потому что они являются потомками варваров, пришедших из других стран, а не потомками богини Аматэрасу» (Кайхо Сэйрё «Кэйкодан» размышления и беседы).
Эти группы отличались по роду занятий. Так, деятельность «эта» была связана с производительным трудом — забоем скота, выделкой кож, производством обуви, изделий из кожи и бамбука и пр. Им было запрещено покидать свои поселения «бураку».
Так как власти не желали непосредственно управлять дискриминируемым меньшинством, они находились под управлением специальных управляющих из среды «эта» — «этагасира» (яп. 穢多頭). Самым влиятельным из них был некий Дандзаэмон, чьё имя впоследствии стало передаваться каждому следующему «этагасира». К концу XVIII в. под управлением Дандзаэмона было сосредоточено около 8 тыс. семей «эта» в нескольких районах страны. Подобная система управления посёлками бураку практиковалась почти по всей территории Японии. «Хинин» было запрещено заниматься производительным трудом, это были, в основном, бродячие артисты, гадатели, тюремщики и нищие. Однако у «хинин» был шанс попасть в группу «хэймин» с помощью особого ритуала — «асиараи» (яп. 足洗い, дословно — «омовение ног»). Также они занимались традиционными искусствами, такими как «сэкидзоро» — (яп. 節季候, певцы 12-го месяца), танцы «тайкокумаи» и «умаои» («погоня за лошадью» — танцы праздника в июле). Как и для «эта», для «хинин» существовал особый чиновник из их среды, осуществлявший по поручению властей контроль над их деятельностью. Самым влиятельным из них был Курума Дзэнсити, чьё имя также стало нарицательным для обозначения этой должности.
Кроме описанных выше двух групп, в категорию презираемых людей входили представители следующих профессий:
- «го:мунэ» (яп. 乞胸) (группа, в которую входили попрошайки, вязальщики традиционных узлов-узоров «аятори», актёры театра «сарувака», кукловоды, актёры театра «дзёрури», актёры театрального подражания «моноаманэ» и пр.)
- «сюку» (в основном занимались сельским хозяйством и производством сакэ в провинциях Кии, Ига, Оми, Тамба, Харима и Авадзи)
- «тясэн» (яп. 茶筅) (тюремщики)
- «саругай», «маимаи» (яп. 舞々), «оммё:дзи» (яп. 陰陽師), «кабэнури» (яп. 壁塗) (штукатурщики)
- «донабэси» (яп. 土鍋師) (производители глиняных горшков)
- «имодзи» (яп. 鋳物師) (попрошайки)
- «сарубики» (яп. 猿曳) (люди, которые водили с собой обезьян для показов на представлениях)
- «цурусаси» (яп. 弦差) (мастера по производству тетивы (цуру) для японских длинных луков)
- «исикири» (яп. 石切) (резчики по камню)
- «докиси» (яп. 土器師) (производители керамической посуды)
- «хо: каси» (яп. 放下師) (бродячие актёры-фокусники)
- «касануи» (яп. 笠縫) (производители зонтиков — «каса»)
- «ватасимори» (яп. 渡し守) (странствующие монахи)
- «фудэюи» (яп. 筆結) (производители кисточек)
- «сумиси» (яп. 墨師) (производители туши для письма)
- «сукимори» (яп. 関守) (привратники)
- «сисимаи» (яп. 獅子舞) (артисты, танцующие танец льва — «сисимаи»)
- «миноцукури» (яп. 簑作り) (производители соломенных плащей — «мино»)
- «кугуцуси» (яп. 傀儡師) (производители марионеток)
- «кэйсэйя» (яп. 傾城屋) (обитатели домов куртизанок)
- «хатитатаки» (яп. 鉢扣, яп. 鉢叩), «канэути» (яп. 鐘打) (звонари).

Таким образом в среде японских париев, как и во всём обществе, произошли большие перемены: определился их состав, из которого выделилась административная верхушка. Экономическое состояние многих париев улучшилось, некоторые из них даже попали в число зажиточных горожан, что следует из того, что для «эта» и «хинин» власти издавали отдельные законы о роскоши. Состав же дискриминируемых групп менялся со временем в результате притока разорившихся в результате бунтов или стихийных бедствий крестьян и горожан.

### Период реставрации Мэйдзи
С вступлением в действие закона об освобождении буракуминов в 1871 году понятие «эта» было отменено и заменилось понятием «буракумин», что официально означало «люди из особых поселков» и не несло никаких негативных значений. Однако в сознании населения «буракумины» оказались равны «эта», и если на законодательном уровне различий между гражданами страны больше не существовало, то в повседневной жизни они сохранились в почти нетронутом виде.
Принятие этого закона диктовалось необходимостью приведения населения в состояние гомогенности, так как только в этом случае из него возможно было «создать нацию».
Однако несмотря на то, что законодательно бывшие «эта» и «хинин» встали на одну ступень с остальными группами населения, образовав социальную группу «новых горожан» — синхэймин, на практике продолжала функционировать та же система социальных отношений, что и в период Эдо. Официально представители бывших презираемых групп населения стали именоваться «синхэймин», однако существовало и название «кю эта» (яп. 旧穢多 кю: эта) — «бывшие эта». С 1900 года официально стало употребляться название «токусю бураку» (яп. 特殊部落) для определения поселений бывших «эта», от чего и произошло новое название — буракумины.
Кроме того, они столкнулись с протестом крестьян и обычных горожан, которые посчитали уравнение с бывшим «подлым людом» — «сэмминами» — понижением своего уровня в социальной иерархии. В период с 1871 по 1877 год зарегистрирован 21 случай нападения на поселения бураку, в которых погибло в общей сложности 16 человек.
Буракумины спешили воспользоваться полученной свободой, надеясь на поддержку властей. Они думали, что им будет позволено отказаться от презираемых профессий, или профессии перестанут быть презираемыми, что они будут допущены к управлению общиной, что им будет разрешено посещение обычных храмов, наравне с другими «синхэйминами». Однако при попытках воспользоваться этой свободой буракумины встречали противодействие других граждан. Так, в префектуре Айти, после получения известий об указе императора, буракумины стали посещать дома сельских старост, кварталы публичных домов и чайные дома, что вызывало протест крестьян. Когда же буракумины попытались попасть в общественные бани, поднялись волнения, в ходе которых были убиты около 100 буракуминов.

#### Появление обществ по защите прав буракуминов
В первые десятилетия после реставрации Мэйдзи в Японии начинают создаваться многочисленные общества, многие из которых ставили себе целью искоренение дискриминационного отношения к бывшим «эта» и «хининам», считая его пережитком феодального прошлого. Однако ни принятие закона об освобождении, ни деятельность разнообразных обществ не привели к изменению ситуации в обществе. В 1919 году правительством был составлен проект «предложений касательно преобразований в посёлках бураку» на основе материалов объединённого заседания по вопросам бураку и преобразований, исследований поселков бураку, материалов I съезда общества сочувствия и «гармонизации», а также материалов 41-й сессии парламента. В результате стали появляться общества «гармонизации» — юва-кай (яп. 融和運動 ю:ва-кай), в состав которых часто входили члены обеих палат парламента, представители политических и финансовых кругов, влиятельные буракумины, как это было в обществе взаимной любви, созданном Арима Ёрияса (яп. 有馬頼寧) в 1921 году.

#### Создание общества «Суйхэйся»

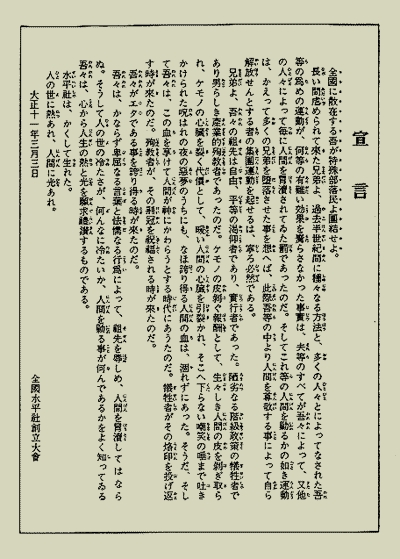
Декларация общества «Суйхэйся»

Самым важным обществом данного периода считается Всеяпонское общество «Суйхэйся», которое было создано в 1922 году. 3 марта 1922 г. во дворце Окадзаки было проведено первое заседание общества «Суйхэйся», на котором присутствовало около 2000 представителей дискриминируемых групп населения со всей страны. Были прекращены все существовавшие до этого переговоры с обществом сочувствия и гармонии, а также с официальными властями, и было создано независимое общество освобождения.
В декларации общества (яп. 水平社創立宣言) и принятых на первом его съезде резолюциях особо выделялись уважение прав человека и равенство, активно критиковалась дискриминация, общество отвернулось от храмов хонгандзи, которые распоряжались будущей жизнью (после смерти), заявляло идеи независимого освобождения и экономической свободы. Население страны узнало из СМИ о создании организации, её характере и целях. По всей стране началось формирование региональных отделений общества «Суйхэйся».
Основными направлениями деятельности общества были экономическая поддержка уроженцев поселков бураку и потомков «эта» и «хинин», а также правозащитная деятельность. Многие из дискриминационных инцидентов получили довольно широкую огласку, как например, дискриминационный суд в Такамацу (яп. 高松差別裁判).

#### Изменения в положении групп дискриминируемого населения после принятия закона 1871 г.
В первые десятилетия после принятия закона об освобождении произошло включение традиционных для поселков бураку производств в капиталистическую экономику, расширение кожевенного производства в связи с возрастающими нуждами армии, развитие, в связи с отменой закона о запрете мяса, пищевой промышленности и увеличение количества скотобоен. К тому же увеличилась занятость буракуминов в таких сферах, как строительство, работа в портах, перевозки, производство спичек и резины, торговля вразнос, работа на угольных шахтах, подённая работа. Однако все эти виды труда оставались низкооплачиваемыми, многие из них относились ко временной занятости. В важных же областях производства буракумины подвергались жёсткой дискриминации — даже если буракумину удавалось, скрыв своё происхождение, поступить на работу, руководство предприятий периодически проводило кадровые «чистки».
Кроме того, поселения бураку не были ликвидированы, сохранялись и расширялись те же районы проживания буракуминов, что и в период Токугава. Сведения же об их местоположении были зафиксированы во множестве документов, доступ к которым не был ограничен законодательно. Вдобавок к этому увеличивалось и население посёлков: в них приходили люди с низким достатком, готовые работать на нестабильной и низкооплачиваемой работе.
После вступления Японии в Первую мировую войну на стороне Антанты в стране резко подскочили цены на продовольственные товары, что вызвало волну мятежей, получивших название «рисовые бунты». В этих движениях активное участие принимали буракумины. Представители дискриминируемых групп населения принимали участие в подобных движениях 22 префектур, в результате чего составили более 10 % осуждённых за участие в бунтах (887 из 8000 человек).
Однако это движение массового протеста не имело руководства, плана действий или политической программы, чем было похоже на движения «икко-икки» периода сёгуната.

### Буракумины в условиях экономического кризиса 1930-х гг.
В 1930-е гг. в традиционных для буракуминов производствах произошли изменения: в первую очередь резко сократилось кожевенное производство. Так, в период с 1928 по 1931 год общий объём кожевенного производства упал с 53,6 млн ￥ до 18,4 млн ￥, причём сокращение это произошло за счёт исчезновения мелких и средних предприятий, где, в основном, и работали буракумины.
Кроме того, при увеличивающейся безработице под сокращение попадали в первую очередь именно рабочие-буракумины. Кризис коснулся также и буракуминов-земледельцев, в 30-е гг. только 11 % буракуминов владели собственными наделами земли (для «обычных» японцев этот процент составил 31 %), полуарендаторами были 37 % буракуминов (43 % «обычных» японцев), а полностью безземельными — 52 % (26 % «обычных» японцев). В таких условиях поддержка буракуминов обществом «Суйхэйся» была особенно важна и, вероятно, являлась приоритетным направлением деятельности.
Подобная ситуация держалась в посёлках бураку и после кризиса. Так, безработица в предвоенные годы оставалась на уровне 36 %, а занятые буракумины работали по большей части в мелких и средних предприятиях кустарных производств.

### Дискриминируемое население в послевоенный период
После поражения во Второй мировой войне Япония подверглась оккупации союзных сил. Штаб объединённых войск принимал участие в решении проблем поселений бураку, о чём свидетельствует включение в первоначальный проект новой конституции Японии статьи о запрете дискриминации, порождаемой тем, что Япония является «страной — наследницей государства с кастовой системой».
Японское же правительство препятствовало включению этой статьи в конституцию.
19 февраля 1946 года в Киото был образован национальный комитет по освобождению буракуминов — «бураку кайхо: дзэнкоку иинкай» (яп. 部落解放全国委員会). На первом съезде этой организации была принята декларация и программа действий, включающая «незамедлительную ликвидацию системы аристократического правления, палаты лордов и тайного кабинета, а также прочих феодальных систем особых прав». Эта организация была создана при активном участии членов общества «Суйхэйся» (Мацумото Дзиитиро и Китахара Тайсаку) и членов довоенного движения за установление гармонии.
Создание общества было поддержано социалистической партией, КПЯ и партией Дзию:то.
После принятия новой конституции и формирования нового правительства в посёлках бураку и в положении буракуминов не произошло каких-то видимых изменений. Происходили случаи дискриминации, условия жизни и условия труда оставались такими же, как и до войны.

## Современное состояние проблемы
В настоящее время в Японии продолжается незаконная дискриминация буракуминов в образовании, при трудоустройстве и в брачных отношениях. Многие японцы прилагают массу усилий и средств, нарушают законы для того, чтобы выяснить, является ли какой-то конкретный человек буракумином или нет.

### Списки поселений бураку
В ноябре 1975 года впервые стало известно об использовании несколькими крупными компаниями списков поселений бураку (яп. 部落地名総鑑 тимэй со:кан»). К настоящему моменту известно о существовании ещё девяти подобных списков. 13 ноября 1980 года министерство юстиции Японии выпустило отчёт, в котором говорилось о существовании списков поселений бураку под следующими заголовками: «Секретные данные персонала», «Общий список районов Бураку», «Текущая ситуация районов дова в Японии», «Отчёт о специальном расследовании», «Исследование поиска талантливых людей для компаний, защита компаний», «Научно-исследовательский институт труда и политических проблем».
Предполагается, что основная часть этих списков была составлена между 1970 и 1975 годами, сразу после принятия закона об особых мерах, и, как считают некоторые исследователи, при создании этих списков использовался правительственный документ 1935 года аналогичного содержания.
Содержание списков поселений бураку неоднородно, однако в целом они представляют собой книги, в которых на 200 страницах представлены данные о названии поселения, количестве семей, проживающих в нём, и их основное занятие. Эти данные разбиты по районам и префектурам.
Главными покупателями этих списков были крупнейшие компании Японии, по данным института изучения освобождения бураку, среди этих компаний были такие как «Тойота», «Ниссан», «Кубота» и банк «Ясуда траст».

### Посемейные списки «косэки»
Кроме списков поселений бураку, описанных выше, для исследований личных данных работников используются данные посемейных переписей «косэки» (яп. 戸籍). Посемейные записи — это «официальные документы, в которых нотариально регистрируются отношения социального деления японского общества. В этих документах фиксируются данные о людях, составляющих какую-то определённую семейную группу, и в хронологическом порядке приводятся события, важные с точки зрения системы социального деления — от рождения до смерти». Эти посемейные записи способствуют укреплению дискриминации посёлков бураку и являются одним из важнейших препятствий на пути решения этой проблемы. Например, в посемейной записи «Дзинсин косэки» (яп. 壬申戸籍), которую начали создавать в 1872 году (5-й год Мэйдзи), была введена графа «фамилия», а также были внесены пункты «потомственный эта», или «новый хэймин».
По причине того, что эти сведения были открыты, их использовали при исследовании личных данных при приёме на работу. Министерство юстиции ввело запрет на использование, копирование и хранение текстов «Дзинсин косэки» только в 1968 году после долгой борьбы Лиги по освобождению бураку. Однако тот факт, что в 1976 году были введены более жёсткие ограничения по использованию книг посемейных записей, говорит о том, что закон часто нарушался. Поправки к закону вводились неоднократно, однако до настоящего времени адвокаты, следователи, работники служб социальной защиты и представители некоторых других ведомств имеют доступ к этим материалам, в связи с чем периодически раскрываются случаи незаконного исследования и передачи данных «дзинсин косэки».

### Храмовые записи
Кроме вышеперечисленных источников, для исследований личных данных могут быть использованы храмовые записи, в которых, как и в книгах посемейной записи «косэки», фиксировались все важные события в жизни отдельного члена общины. Так как жителям поселений бураку было предписано ходить в отдельные храмы, их идентификация является довольно простой. Законодательно использование данных храмовых документов не ограничено, однако Лига освобождения бураку имеет договорённости с главами всех подобных храмов о нераспространении этих данных.

### Специальные бланки
Другим важным способом, который применяют предприятия, чтобы избежать найма уроженцев поселков бураку, является использование при подаче заявления о приёме на работу особых форм, в которых присутствуют вопросы о семье соискателя, работе и должности членов семьи, полученном образовании, доходе, состоянии здоровья; кроме этого, требуется подробно указать доход семьи, вероисповедание, названия ближайших к месту проживания районов. Многие японцы поддерживают такую практику, считая, что «в нашей стране для компаний, практикующих так называемую систему пожизненного найма, необходимо проводить исследования склонностей и идеологии рабочих своего предприятия».
Однако в результате принятия ряда законов (в 1973 году введены унифицированные формы, необходимые для заполнения при приёме на работу для выпускников школ, в 1974 году введены единые формы резюме, в 1975 году ограничен доступ к книгам посемейной записи и личным карточкам) практика использования подобных форм заявлений, включающих вопросы личного характера, была прекращена, и в обращение поступили стандартные формы установленного государством образца. Несмотря на принятые меры по унификации документов, требующихся при устройстве на работу, работодатели не стали более терпимы к соискателям: в настоящее время узнать нужную информацию о соискателе можно во время собеседования (специальные государственные администраторы контролируют проведение собеседований, чтобы наниматели не задавали вопросов, касающихся личной информации, однако сам факт введения такой должности на всех предприятиях со штатом более 100 человек и многочисленные свидетельства о взысканиях, налагающихся этими администраторами, говорят о частом нарушении этих правил) либо при незаконном выяснении личных данных работников или соискателей.

## Дискриминация при трудоустройстве
Свобода выбора профессии гарантируется статьей 22 Конституции Японии, а статьёй 3 Основного закона о труде гарантируется отсутствие дискриминации по половым, национальным признакам или по социальному статусу. Однако в современной Японии довольно часто происходят инциденты, связанные с дискриминацией как при приёме на работу, так и на производстве. Более того, в случае, если уроженец посёлка бураку всё же был принят на работу, он может подвергаться издевательствам (или же бойкоту) со стороны сослуживцев, а также может быть уволен.
В результате дискриминации в трудоустройстве и образовании, в настоящий момент система труда в поселениях бураку довольно традиционна: небольшое количество людей, занятых на офисной службе или в других видах стабильного, хорошо оплачиваемого труда; большое количество людей, занятых в предприятиях ручного труда, в мелком частном бизнесе. Дискриминация же сохраняет эту систему, делая невозможным для многих людей отход от традиционных занятий семьи или своего поселения. Дискриминация в образовании делает невозможным для многих буракуминов получение желаемой профессии и даже нужного образования для поступления в университет.

## Дискриминация в образовании
Дискриминация в образовании тесно связана с дискриминацией при трудоустройстве, так как наиболее часто встречается дискриминация по уже полученному образованию: человека не берут на работу, так как у него нет нужной квалификации. Основная же проблема буракуминов состоит в том, что большинство из них не имеют шанса получить высшее, а иногда и среднее образование.
Система дискриминации буракуминов сложилась исторически с начала периода Мэйдзи, когда появились первые школы: в школах для буракуминов классы состояли из большего количества учеников, а в обычные школы их не пускали. Дети из поселков бураку посещали свои отдельные школы вплоть до конца Второй мировой войны. Кроме того, работать в них учителями приходилось по большей части тем же буракуминам, потому как люди из обычных поселений отказывались в них преподавать.
Однако с введением программы «уравнённого» образования «дова» (яп. 同和教育) в 1965 г. ситуация изменилась коренным образом. Вообще, образование оказалось той сферой, в которой наиболее детально была проработана программа интеграции буракуминов в японское общество, так как многие считают именно образование основой экономической отсталости районов расселения буракуминов.
Несмотря на все успехи, которых правительство смогло достигнуть в результате «уравнительных» мероприятий, случаи дискриминации (в том числе анонимной) продолжают встречаться на всех этапах получения образования. Детям-буракуминам всё так же затруднительно получить образование высшей ступени, хотя это и стало возможным.

## Дискриминация в брачных отношениях
Случаи обнародования дискриминации в брачных отношениях (обычно при намерении вступить в брак) довольно редки. Довольно трудно узнать действительное число фактов дискриминации, и по сравнению с проблемами условий жизни, условий труда, стабильностью жизни и условиями обучения, решение этой проблемы является максимально сложным.
По действующему японскому законодательству брак может быть заключён при обоюдном желании сторон. Однако даже по имеющимся сведениям можно с уверенностью сказать, что если брак (имеется в виду брак буракумина и человека из обычного района) будет заключён, несмотря на протест родителей, родственников и знакомых, даже после его заключения стороны будут испытывать давление окружающих. По данным исследований, проведённых в Осаке в 2000 г., около 20% смешанных пар (буракумин и уроженец обычного района) подвергались дискриминации при вступлении в брак. По данным того же исследования, около половины браков так и не заключаются, будучи расторгнутыми на стадии помолвки в результате дискриминации.

## Другие виды дискриминации

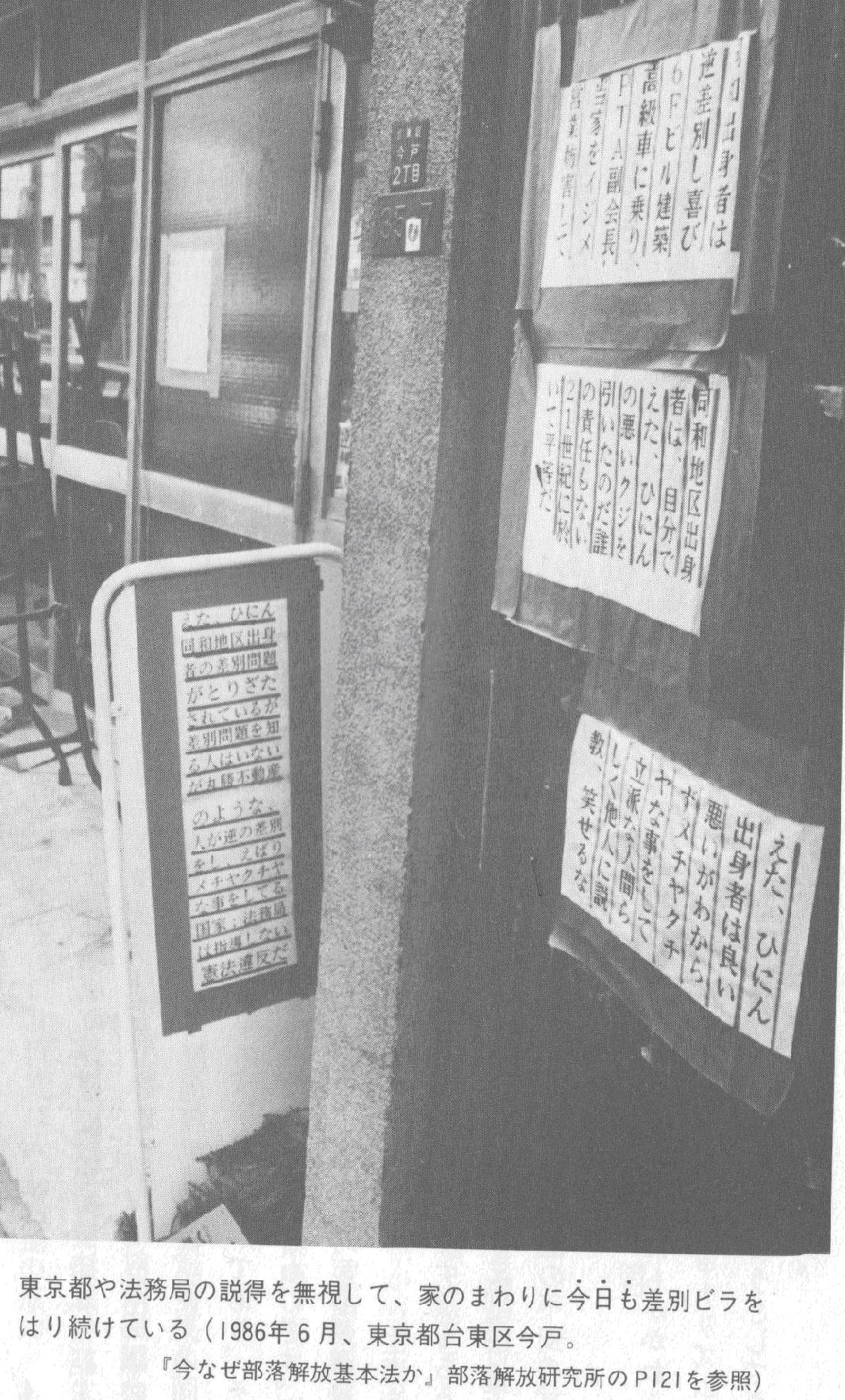
Фотография, иллюстрирующая дискриминационный инцидент 1986 года, когда листовки с надписями дискриминационного характера расклеивались вокруг дома, в котором проживал уроженец посёлка бураку

Прочие варианты дискриминационных действий по отношению к буракуминам чаще всего анонимны. К ним стоит отнести сообщения дискриминационного характера, помещаемые в Интернете, письма и открытки, надписи в публичных местах, рядом с местами проживания бураку, телефонные звонки. Неприличные надписи часто делают в укромных местах, таких как туалетные комнаты, но в последнее время возросло количество надписей на стенах общественных учреждений, перилах мостов, телеграфных столбах, рекламных щитах. Пишут самые разные вещи: после стандартных простых оскорблений в адрес буракуминов указывают имена конкретных людей и их номера телефонов, приводят конкретные названия городов, раскрывают тех, кто является бураку, а также призывают к нападениям и массовым убийствам.
По данным Института прав человека в Осака за 2002 год, 75,8 % всех сообщений и материалов дискриминационного содержания, опубликованных в Интернете, можно отнести к области дискриминации буракуминов.
Для подобных действий чаще всего используются веб-сайт, зарегистрированный в другой стране, или просто анонимные сайты для размещения подобной информации. Чаще всего размещаются оскорбительные высказывания, и указания на места проживания бураку, части списков поселений, о которых говорилось выше, имена и фамилии буракуминов; на общедоступных сайтах можно увидеть сообщения следующего содержания: «Обнародуйте сведения о местах проживания бураку и корейцев!», «Где работают бураку?», «что я узнал про Б.». Приводятся примеры названий мест проживания бураку, даются реальные имена артистов и спортсменов, пишется о тех, кто, возможно, является уроженцем бураку. Когда происходит какой-нибудь инцидент, будоражащий общество, эти злоумышленники разводят дебаты, что он связан с бураку.
Известным примером таких дискриминационных высказываний было обсуждение на форуме сайта «2channel» событий лета 2001 года, когда Мамору Такума ворвался в школу, убил 8 детей и ранил 15 человек из числа персонала школы; на форуме появлялись утверждения, что эти жертвы были буракуминами.
Объектом таких дискриминационных действий может стать как отдельный человек, так и целая организация. По данным министерства юстиции, количество таких действий увеличилось с 17 зарегистрированных случаев в 1999 году
до 354 раскрытых случаев в 2004 году (в 2003 году зарегистрировано примерно столько же).
В последнее время большое распространение получают сайты, доступные только с помощью мобильного телефона. На форумах таких сайтов постоянно появляются сообщения дискриминационного содержания. Вероятнее всего, такими сайтами чаще всего пользуются школьники и студенты.
Более традиционный способ унижений буракуминов заключается в рассылке анонимных писем или открыток дискриминационного содержания.
С февраля по май 2001 года в отделения Лиги освобождения бураку в городах Хёго, Ниигата и Тотиги были отправлены подобные письма с указанием имени и адреса отправляющего, в результате расследования стало известно, что в качестве адреса отправителя указывались адреса и имена людей, которые также подвергались дискриминации. Подобный случай произошёл также в Окаяма в ноябре 2001 г.
В январе 2001 г. в результате судебного решения наказанию был подвергнут студент университета в Токио, где он отсылал письма дискриминационного содержания студентке того же университета.
С мая 2003 г. по ноябрь 2004 г. в Токио имел место инцидент с анонимной рассылкой открыток. Всего было отправлено около 400 сообщений на 10 адресов. Было проведено расследование и судебное разбирательство, в результате которого виновные понесли наказание.
Ещё одним способом выражения презрения населения к буракуминам являются надписи на стенах, столбах и в публичных местах. Чаще всего они наносятся в местах предположительного проживания буракуминов (если они не живут в посёлке бураку), на месте учёбы или работы. В школе неприличные надписи могут располагаться на стульях, партах, в раздевалках.
Известны также случаи расклейки надписей дискриминационного содержания у домов, где живут уроженцы посёлков бураку. Так, в 1986 году в Токио в течение месяца каждый день вокруг дома, где проживали буракумины, расклеивались надписи следующего содержания: «разве не смешно представить, что жители „уравнённых“ посёлков, эта и хинины отличные люди!» и подобное. С 1993 года продолжает наносить граффити дискриминационного содержания против буракуминов вокруг своего дома житель Кисивада в Осака, не прекращая свои действия, несмотря на рекомендации местных властей.
Оскорбительным жестом для эта является поднятие вверх руки с четырьмя оттопыренными пальцами в знак того, что эта являются якобы «четвероногими», то есть животными, а не людьми.

## Государственные меры по решению проблем дискриминации буракуминов
В августе 1965 года был сделан парламентский доклад об основных мерах в целях решения социальных и экономических проблем посёлков бураку. Впервые в Японии официально было признано существование дискриминации по отношению к буракуминам. Дискриминация была признана основной причиной экономического отставания регионов расселения буракуминов, неудовлетворительных жизненных условий в них. В результате появления этого доклада, на основе материалов правительственных комиссий и Лиги Освобождения бураку был принят закон об особых мероприятиях по «уравнению». Этот закон был введён в действие в 1969 году и был направлен на «ликвидацию, посредством улучшения условий жизни в указанных районах, развития социального обеспечения, восстановления производства, стабилизации трудоустройства, развития образования, укрепления движений за права человека, всех причин, препятствующих повышению социально-экономического положения указанных районов». В первую очередь законы были направлены на изменение условий жизни в посёлках бураку, преобразования в сельском хозяйстве и борьбу с безработицей.

## Законы об «уравнении»
В результате деятельности Лиги Освобождения Бураку, на основе материалов правительственных комитетов по изучению проблем поселков бураку, в 1969 г. был принят закон об особых мероприятиях по «уравнению» (яп. 同和対策事業特別措置法 до:ва тайсаку дзигё токубэцу со:ти хо:). Изначально срок приведения его положений в жизнь рассчитывался на 10 лет, по истечении же этого срока был продлён ещё на 3 года. После этого, в 1982 году был принят закон об особых мероприятиях по преобразованиям в регионах (яп. 地域改善対策特別措置法 тиики кайго тайсаку токубэцу со:ти хо:). В 1987 году был принят закон об особых государственных финансовых мерах для проведения особых мероприятий по преобразованиям в регионах (яп. 地域改善対策特定事業に係る国の財政上の特別措置に関する法律 тиики кайдзэн тайсаку токутэй дзиге ни какавару куни-но дзайсэйдзё-но токубэцу со:ти ни кан суру хо:рицу). В 2002 году было окончено проведение мероприятий по «уравнению» (яп. 同和 до:ва). С этого времени полномочия по проведению подобных мероприятий были переданы местным властям.

### Введение законов об «уравнённых» районах
Районы традиционного проживания буракуминов, подлежащие «уравнению» по уровню жизни называются «дова-тику» (яп. 同和地区 до:ва тику).
Места проживания буракуминов в период Токугава, были по большей части изолированы от поселений представителей других слоёв общества. Часто они находились в местах, плохо пригодных для проживания: территориях вдоль рек, болотистых местностях, гористых районах и около обрывов.
С изданием закона об освобождении, многие буракумины покинули места своего прежнего проживания, переехав в города. Однако, в результате, в поселки бураку переместились люди с крайне низким достатком, в поисках гарантированной работы, и влились в традиционные для поселков виды производства. Из-за притока населения в поселения бураку, вдобавок к плохим территориальным условиям, произошло ухудшение санитарных условий из-за чрезмерной плотности населения, участились случаи пожаров, инфекций, стала развиваться нищета и сопутствующие ей социальные явления.
Поселения бураку представляли собой районы тесной застройки, слабо развитой инфраструктуры, такой как водоснабжение, канализация, дороги. По данным государственных исследований, проведённых администрацией премьер-министра в 1970-х гг., неудовлетворительными были условия проживания 3 % населения страны, в поселениях же бураку этот показатель составил 31,8 %.
После принятия первых законов 1969 года изменений в положении буракуминов не произошло, в связи с тем, что в законе были перечислены необходимые действия, однако конкретные шаги, и, что более важно, проект о финансовом обеспечении мероприятий, так и не были приняты. Большинство же проведённых мероприятий было осуществлено благодаря действиям местных администраций, которые действовали так же в рамках этих законов.
В рамках закона об особых мероприятиях по «уравнению» — «дова» проводились следующие мероприятия: строительство домов из вторсырья, в рамках мер по улучшению жилья в регионах на основании закона об улучшении жилья в регионах (1960 год), а в особенности продвинулась постройка муниципального жилья в «уравнённых» районах региона Кансай. Так же продвигалась работа по улучшению в мелких населённых пунктах (1970 года), постройка муниципального жилья в «уравнённых» районах для бедствующих и неполных семей (1971 года), ремонт жилых домов (1966 года), реконструкция домов (1974 года), денежная помощь для приобретения участков под застройку (1973 года).
Также улучшились дороги, система водоснабжения и канализации, были устроены маленькие общественные парки, было проведено обновление домов частных лиц, осуществлена постройка муниципального жилья.
Несмотря на определённые улучшения жизненных условий в поселениях бураку в результате этих реформ, по прошествии определённого времени началось обветшание жилых домов и коммуникаций. Правительство стало осуществлять единичные мероприятии в целях решения этих проблем. Большая часть муниципальных домов была построена в период Сёва, в период же Хэйсэй было построено менее 3 % имеющегося муниципального жилья. Это означает, что 45 % жилых домов построены 30-40 лет назад, а около 35 % — 20-30 лет назад.
В настоящее время инициатива в проведении подобных мероприятий полностью перешла к местным властям и созданным при их поддержке органам местного самоуправления. После 2002 года значительно сократилось финансирование социальных программ для буракуминов и посёлков бураку, что заставляет их искать другие пути решения проблем.

### Введение «уравнённого» образования
«Уравнённое» образование (яп. 同和教育 до:ва кё:ику) — система мероприятий, направленная на поднятие уровня образования буракуминов до среднего по стране. Начиная с 1961 года, Правительством Японии проводились реформы образования, основанные на данных исследований комитета по уравнённому образованию «Дова кёику» от 1965 года. В результате уже к середине 70-х более 64 % буракуминов имели полное среднее образование (в среднем по стране этот процент составил 95 %).
По данным Лиги за освобождение бураку на 1997 год только 11 % буракуминов не умели писать и читать (в среднем по стране этот процент составил 2 %).
В результате проведения преобразований в области школьного и университетского образования, введения образования «дова», деятельности Лиги освобождения бураку произошли заметные изменения: дети-буракумины получили возможность получения не только школьного образования, но и продолжения своего обучения в высших учебных заведениях, что помогает получать им стабильную, высокооплачиваемую работу; в результате проведения образовательных мероприятий силами Лиги и введения в школьную программу курса по правам человека, как школьники, так и взрослые буракумины повысили уровень своих знаний по данной проблеме. Более того, в результате введения образования «дова», многие японцы получают знание о правах человека и о проблеме буракуминов. Также приняты Законы об общественном благосостоянии (яп. 社会福祉施設).

## Организации, защищающие права буракуминов
После окончания Второй мировой войны и принятия новой конституции в Японии стали появляться различные общественные формирования, в том числе правозащитные организации. В настоящее время японские правозащитные организации работают в тесном сотрудничестве с зарубежными коллегами. Ещё до войны общество «Суйхэйся» сотрудничало с организацией «Хёнбёнса», которая защищала дискриминируемые группы населения в Корее. Совместно они участвовали в борьбе против преследования нацистами евреев. Уже после войны, глава «Суйхэйся», Мацумото Сэйитиро участвовал в международных движениях за прекращение дискриминации в Индии и аборигенов Австралии.

### Лига Освобождения бураку

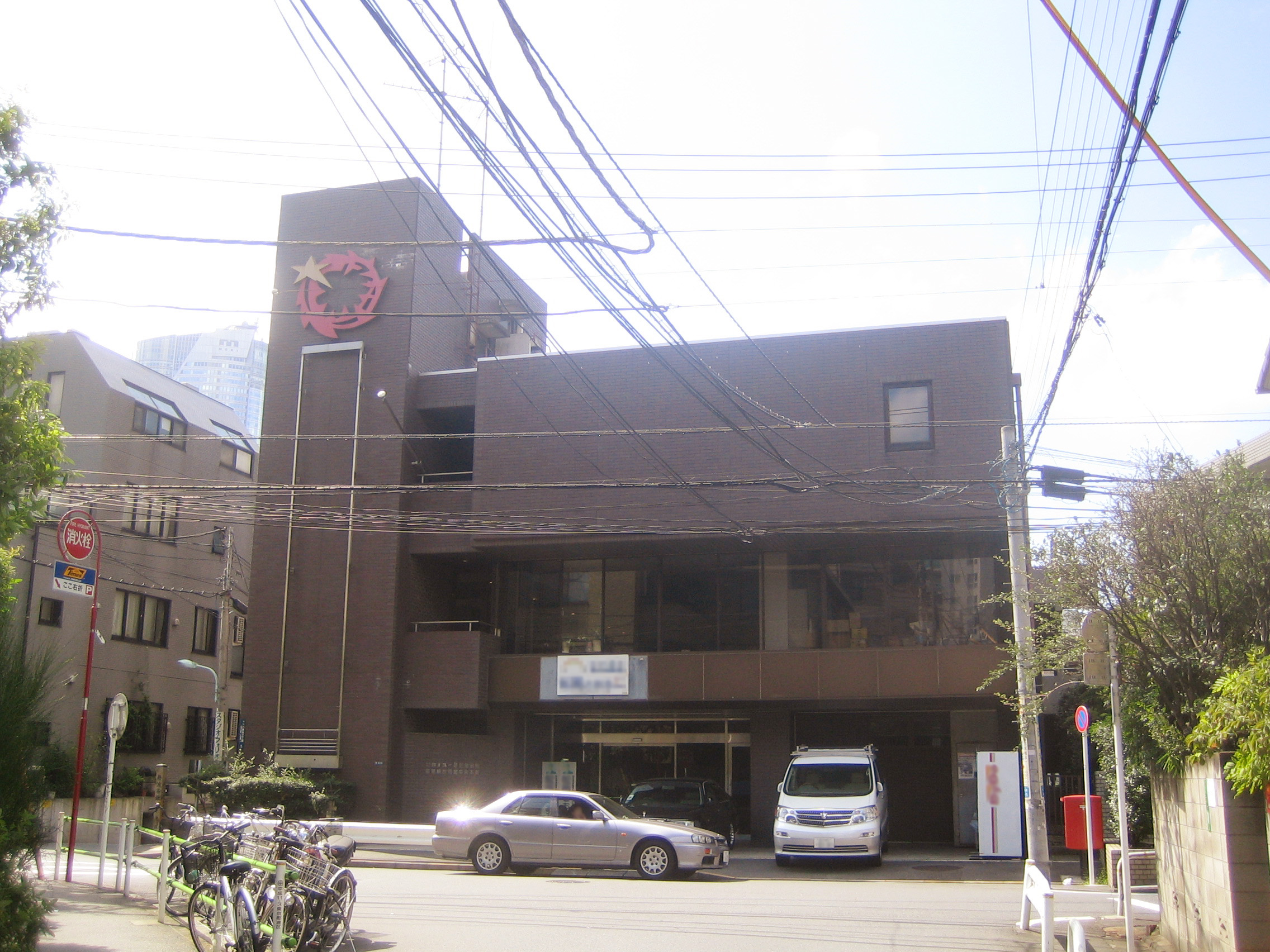
Главный офис Лиги Освобождения Бураку в Токио

В 1950 году комитет по освобождению буракуминов — «бураку кайхо: дзэнкоку иинкай» был переименован в Лигу Освобождения бураку. Организация продолжала деятельность, начатую до войны обществом «Суйхэйся». Самым же важным достижением этой новой организации можно считать выработку правительством, на основе материалов Лиги, особого законодательства по «уравнению» посёлков бураку — «дова тайсаку», которое было принято в 1969 году.
Важным органом Лиги является Институт изучения освобождения бураку, созданный в Осаке в 1968 году. В 1998 году Институт изменил название на Институт изучения освобождения бураку и прав человека (яп. 部落解放・人権研究所) и стал заниматься проблемами ущемления прав человека в стране в целом. Лигой и Институтом публикуются работы, проводятся образовательные мероприятия в целях повышения уровня знаний населения в области прав человека и их защиты. Именно в местные отделения Лиги обращаются люди в случае ущемления их прав.
Начиная с 1970-х гг. Лига освобождения бураку активно участвовала в деятельности международных организаций, и особенно ООН. Японцами был организован международный симпозиум по правам человека (в декабре 1980 года). Кроме того, японская делегация на Второй мировой конференции по борьбе с дискриминацией по национальному признаку в 1983 году и на заседании малого комитета ООН по прекращению дискриминации и защите меньшинств в 1984 году привлекла внимание к проблеме поселений бураку, после чего сотрудничество с организациями ООН было усилено.
В январе 1988 года по инициативе Лиги освобождения бураку была создана IMADR (International Movement Against All Forms of Discrimination and Racism) — международная организация, целью которой является искоренение дискриминации во всем мире. В марте 1993 года она была признана в качестве неправительственной организации по правам человека, которая имела опыт работы в исполнительном комитете ООН по социально-экономическим проблемам. Эта организация поставила себе целью усиление работы при сотрудничестве с деятельностью ООН по защите прав человека.

### «Дзэнкайрэн»
В 1975 году при поддержке КПЯ была создана группа освобождения бураку по всей стране (яп. 全国部落解放運動連合会 дзэнкоку бураку кайхо: ундо: рэнго:кай), или коротко «дзэнкайрэн». Сначала предполагалось организовать беднейшие слои населения и направить их на борьбу с правительством. Впоследствии, эта организация пришла к отказу от «борьбы», чтобы извлечь максимальную пользу в рамках закона о специальных мерах по уравнению — «дова», в целях скорейшей и полной интеграции буракуминов в японское общество.
В 2004 году при содействии организации «Дзэнкайрэн» была создана новая правозащитная организация — Национальная конфедерация правозащитных организаций «Дзэнкоку тиики дзинкэн ундо: со: рэнго:» (яп. 全国地域人権運動総連合), основным направлением деятельности которой является защита конституционных прав граждан.

### Организация по защите прав буракуминов на базе ЛДПЯ
Крупнейшая партия Японии ЛДП также создала правозащитную организацию для буракуминов, которая называется Всеяпонский комитет по свободе и интеграции (яп. 全国自由同和会 дзэнкоку дзию: до:ва кай), поддерживаемая Либерально-Демократической партией Японии. Членами этой организации являются состоятельные буракумины, которые и спонсируют её существование. Наиболее популярна эта организация в префектуре Сидзуока.

### Национальная ассоциация преподавателей «Дзэндокё»
В мае 1953 года в Осаке была основана Национальная ассоциация преподавателей «дова» (яп. 全国同和教育研究協議会 дзэнкоку до:ва кё:ику кэнкю: кё:гикай), или «дзэндо:кё:» (яп. 全同教). Ассоциация была основана в первую очередь в ответ на «нищету и дискриминацию, с которыми сталкиваются дети из поселков бураку, чтобы обеспечить им образование…»
Изначально учителя просто посещали детей, прекративших посещение школы из-за издевательств или нищеты. После проведения исследований относительно положения буракуминов были открыты школы для взрослых буракуминов, не умевших читать и писать. Впоследствии стали также проводить занятия по правам человека.
Целями образования «дова» является повышение стремления к образованию у школьников, помощь в самостоятельном обучении и вовлечение семьи в образовательный процесс. Ассоциация поставляет кадры в школы для проведения занятий по правам человека как среди буракуминов, так и среди детей из обычных семей, публикует специальные материалы и учебники, проводит выставки и фестивали, выделяет стипендии для буракуминов для получения высшего образования. Кроме того, в 1960-х гг. Ассоциация добилась того, что дети-буракумины получают учебные пособия бесплатно (так как многие не могут позволить себе покупать учебники для школы).
В настоящее время основными направлениями работы ассоциации являются: развитие исследований проблем образования и дискриминации в образовании направленной против детей-буракуминов, открытие лекториев в регионах, где слабо развито образование «дова», создание образовательных материалов.
Также с помощью программ Лиги освобождения бураку буракумины могут получать высшее образование на средства от грантов на обучение.